# 최호선 (법조인)
최호선(崔浩善, 1886년 9월 23일 ~ 1936년 11월 2일)은 일제강점기의 법조인으로, 본적은 경기도 고양군 용강면이다.

## 생애
1910년 부산지방재판소 서기로 임명되었으며 같은 해에 니혼 대학 법과를 졸업했다. 1911년 부산구재판소에서 서기 겸 통역생으로 근무했고 1912년 10월 14일 광주지방법원 판사, 1913년 5월 1일 광주지방법원 순천지청 판사로 임명되었다. 1913년 9월 8일 부산지방법원 진주지청 검사, 1918년 11월 26일 경성지방법원 검사로 각각 임명되었으며 1915년 11월 10일 일본 정부로부터 다이쇼대례기념장을 받았다.
1919년 11월 27일 3·1 운동 참여자 관련 재판에 참여한 공로를 인정받아 상여금 120원을 받았으며 1921년 5월 18일 광주지방법원 청주지청 판사로 임명되었다. 1924년 12월 15일부터 1927년 8월 13일 퇴직할 때까지 대구복심법원 판사로 근무했고 1924년 10월 24일 일본 정부로부터 훈6등 서보장, 1928년 11월 16일 쇼와대례기념장을 받았다. 조선총독부 판사 및 검사로 재직하는 동안 항일 독립 운동 관련 재판 26건에 참여했으며 1927년 9월 17일 대구지방법원 검사국 변호사로 등록했다. 친일반민족행위진상규명위원회가 발표한 친일반민족행위 705인 명단에 포함되었다.

## 참고 문헌
- 친일반민족행위진상규명위원회 (2009). 〈최호선〉. 《친일반민족행위진상규명 보고서 Ⅳ-18》. 서울. 556~599쪽.